# Monte Enos
El monte Enos, incluido en el parque nacional de Enos (en griego antiguo: Ὄρος Αἶνος; ) en griego: Όρος Αίνος; italiano: Monte Nero o Montagna Nera) es un pequeño macizo montañoso de Cefalonia, una de las islas jónicas de Grecia. Es la prolongación de la cadena montañosa del Pindo, la cual comienza en Serbia y atraviesa Albania. La cumbre culminante es el Megas Sorós (Μέγας Σωρός, en griego moderno "la gran pila") con 1.628 m de altitud, cerca de la cual en la Antigüedad había habido un santuario dedicado a Zeus Ainesios. El parque nacional del monte Enos, creado en 1962, comprende la línea de las crestas de la montaña, con una elevación de 1628 metros. El área protegida está cubierta de abeto griego (Abies cephalonica) y pino negro (Pinus nigra). Los bosques de pino se encuentran entre los 700 y 1200 m. 
No hay estaciones de esquí en esta cordillera, pero hay hermosas cuevas en la parte norte.

## Situación, topografía
El Enos mide 10 km de largo y forma la espina dorsal de la isla en dirección sureste/noroeste. El monte Roudi es la prolongación del Enos en el noroeste, cuya cima es el pico Youtari, de 1125 m de altura.
Las vertientes sur y suroeste son escarpadas. Las otras tienen pendientes menos pronunciadas.
En días despejados se puede ver el Peloponeso y Etolia, junto con las islas de Zante, Léucade e Ítaca.

## Geología
El monte Enos y la parte oeste de la isla forman parte de la zona tectónica de Paxos, extensión oriental de la Placa Adriática (al contrario que el monte Kokkini Rachi situado en la costa este de la isla, que pertenece a la Placa del Mar Egeo). En consecuencia, el conjunto de Cefalonia y sus montañas en particular, están atravesadas por una red compleja de fallas.
Las principales rocas son la caliza y la dolomita, cuyo origen se extiende del Cretácico al Paleógeno. Las calizas  del Cretácico superior son especialmente susceptibles de transformarse en karst, y las uniones de sus capas bien delimitadas producen a menudo cavidades kársticas subterráneas. En la superficie se encuentra mucho lapiaz. La combinación de lapiaz y de cavidades subterráneas ha formado poljé al pie de la cara este del Enos a 390 metros de altura, y frecuentes grutas en la región. Además, constituye el motivo pro el cual el macizo posee manantiales accesibles, aparte de unas pocas fuentes de agua superficial.
La escarpadura desigual de las vertientes sur y suroeste (más escarpadas) y de las otras pendientes menos pronunciadas se debe a la orientación principalmente hacia el este de las capas de calcita del Cretácico. Esto implica que la mayor parte de las precipitaciones en el macizo, son drenadas hacia costa este, principalmente a través de pozos y otras cavidades subterráneas del macizo (la misma disposición explica que la escorrentía de los sumideros de la isla sea bajo el macizo de oeste a este, de Argostoli hacia Sami y no a la inversa).

### Clima
El clima es de tipo mediterráneo: inviernos húmedos, veranos secos con escasas precipitaciones y con temperaturas que varían según la altitud, cuya media en época cálida permanece por debajo de 22 °C. De enero a febrero la temperatura desciende en torno a 1 °C, y en julio llegan hasta los 26,5 °C. Nieva generalmente de diciembre a marzo.